# کرستین تیله
کرستین تیله (آلمانی: Kerstin Thiele؛ زادهٔ ۲۶ اوت ۱۹۸۶) جودوکار اهل آلمان است.
وی همچنین برندهٔ جوایزی همچون برگ بوی نقره‌ای شده‌است.